# Street Fighter: Assassin's Fist
Street Fighter: Assassin's Fist è una serie web/televisiva del 2014. Scritta, diretta, prodotta ed interpretata da Joey Ansah e Christian Howard, rappresenta la terza trasposizione live action dedicata alla serie videoludica dell'universo Street Fighter.
Questa serie è incentrata sulle origini dell'Ansatsuken (暗殺拳, letteralmente "pugno assassino", da cui la serie prende il titolo) e narra le vicende del maestro Goutetsu, dei suoi allievi Gouken e Gouki (Akuma), fino ad arrivare ai protagonisti indiscussi dell'intera serie, ovvero Ryu e Ken.
Le riprese sono iniziate nel tardo 2013 in Bulgaria e la sua uscita è avvenuta nel 2014.

## Produzione
Il cortometraggio Street Fighter: Legacy è stato pubblicato su YouTube nel 2010 e vede protagonisti Jon Foo (Ryu), Joey Ansah (Akuma) e Christian Howard (Ken). Al San Diego Comic-Con International del 2012, la Capcom ha dichiarato di aver concesso i diritti ai creatori per portare avanti il progetto.
La serie ha dato inizio ad un crowdfunding con una campagna su Kickstarter allo scopo di ottenere il necessario per le spese di produzione. La campagna è stata annullata il 17 aprile 2013, poiché finanziatori privati hanno donato il denaro necessario per le riprese, eliminando la necessità del crowdfunding.
Ansah ha dichiarato su ShogunGamer che, se la serie avrà successo, vorrebbe che Scott Adkins vestisse i panni di Guile per creare una serie sul World Warrior.
Il 14 luglio 2013 sono iniziate le riprese a Sofia, in Bulgaria e si sono concluse il 24 agosto 2013.
In un'intervista a Game Reactor, Ansah ha dichiarato, riguardo alla storia di Ryu e Ken, "una buona analogia di Ryu è che non combatte con nessuno, ma è in continua lotta con sé stesso. Mentre Ken è sempre guidato ferocemente dalla competizione. Molti dei conflitti di Ken derivano dal rapporto che ha con suo padre. Senza andare troppo oltre, scopriremo in questa serie come ha fatto Ken ad arrivare nel Dojo di Gouken, in Giappone".
Il 14 marzo 2014, Capcom e Machinima.com annunciano che la serie sarebbe andata in onda sul canale principale di Machinima. com, un portale web dedicato allo streaming. Nell'aprile 2014 è stato annunciato che la serie sarà trasmessa in differenti versioni: sul canale di Machinima. com in 12 episodi della durata di 11-12 minuti, poi rieditati in 6 episodi della durata di 21-22 minuti, una versione televisiva ridotta a 105 minuti e un'edizione in BluRay/DVD.
Per promuovere la serie, sono stati realizzati ben 3 teaser trailers diversi:
- il primo (14 marzo 2014) mostra gli allenamenti dei discepoli di Gotetsu con brevi apparizioni di Ryu e Ken;
- il secondo (11 aprile 2014) è incentrato su Ryu;[10]
- il terzo (24 aprile 2014) è incentrato su Ken.[11]

Il trailer ufficiale è stato pubblicato il 9 maggio 2014.
Nell'ottobre 2014 è stata distribuita da Funimation una versione combinata BluRay/2 DVD (regione A/1) ed una DVD (regione 1) da 143 minuti, con aspect ratio di 2.40:1 (coerente con l'originale 2.39:1) e una TV Parental Guidelines TV-14 (visione sconsigliata ai minori di 14 anni).
In Italia, la stagione è stata interamente pubblicata sul servizio on demand Netflix il 15 dicembre 2015. In chiaro è stata trasmessa su Rai 4 il 13 e il 14 febbraio 2016.

## Accoglienza
La serie ha ricevuto buone critiche e il buon numero di visualizzazioni ha portato alla decisione di produrre un sequel. IGN ha evidenziato come questa produzione, seppur dotata di un budget ridotto e concentrata solo su alcuni dei personaggi del media franchise, sia riuscita a rispecchiare l'atmosfera dell'ambientazione meglio rispetto a quanto abbiano fatto i due precedenti film per il cinema Street Fighter - Sfida finale e Street Fighter - La leggenda

## Sequel
Durante la San Diego Comic-Con International del luglio 2014 è stato annunciato dalla Capcom l'inizio della lavorazione per un sequel, Street Fighter: World Warrior. La pubblicazione della nuova serie, che manterrebbe il tono serio e cupo di Assassin's Fist, è prevista per fine 2015/inizio 2016 e introdurrà altri noti personaggi come M. Bison, Guile, Chun-Li e Sagat. La nuova serie sarà preceduta dalla miniserie web Street Fighter: Resurrection, attesa per la trasmissione su Machinima.com nel mese di marzo 2016, con 5 episodi e ambientata dieci anni dopo le vicende raccontate in Assassin's Fist; l'attore e stuntman canadese Alain Moussi vi interpreterà il ruolo del personaggio principale, Charlie Nash.